# Xoài Edward
Xoài 'Edward' là tên một giống xoài có nguồn gốc ở khu vực miền nam Florida.

## Lịch sử
Đầu thế kỷ 20, Edward Simmonds là người đứng đầu Trạm giới thiệu cây trồng của USDA tại Miami, Florida. Do những vấn đề gặp phải với những giống xoài gốc Ấn Độ ở Florida liên quan đến khả năng kháng bệnh kém và thói quen ra quả không đáng tin cậy, Simmonds bắt đầu một chương trình nhân giống xoài vào những năm 1920, nơi ông tìm cách lai tạo một số giống cây có nguồn gốc Ấn Độ. Hy vọng của Simmonds là phát triển các giống lai hội tụ các đặc tính tốt nhất của cả bố và mẹ, với màu sắc và hương vị của giống xoài Ấn Độ và khả năng kháng bệnh và hương vị của xoài Đông Nam Á.
Một trong những kết quả của dự án được cho là phép lai giữa Haden × Carabao (hay giống xoài kiểu Philippines), được trồng trên khu nhà riêng của Simmonds ở Miami. Quả chín, sau này được đặt tên là Edward theo Edward Simmonds, được phát hiện có vị ngon nổi bật và được David Sturrock đặt tên và mô tả vào cuối những năm 1930  Nó được công khai vào năm 1944, và việc truyền bá thương mại bắt đầu vào khoảng năm 1948.
Mặc dù thường được công nhận rằng chúng có hương vị nổi bật và khả năng kháng bệnh trên trung bình, Edward đã chứng tỏ là một giống sản xuất ít trái ở Florida mặc dù cây trồng phát triển ổn định. Màu sắc của trái cây cũng không nổi bật như mẹ của nó. Điều này đã hạn chế giống cây này như một loại xoài được trồng đại trà cho mục đích sản xuất, mặc dù giống này vẫn phổ biến như một cây để trồng trước sân nhà.
Edward có thể là một trong những giống lai đầu tiên của xoài Ấn Độ và xoài Đông Dương, mặc dù phân tích phả hệ được thực hiện trên các giống xoài Florida đã tranh cãi về giống cha mẹ Carabao của Edward trong khi ước tính rằng Haden thực sự là một trong số giống bố mẹ của xoài này. Một số trái xoài Florida là cây giống của Edward, bao gồm Duncan và Young. Giống như Edward, cả hai đều là kết quả của một chương trình lai tạo. Edward cũng có thể là cha mẹ của Angie và Coconut Cream.
Ngày nay, Edward vẫn được nhân giống tại các vườn ươm lớn ở Florida để trồng tại nhà. Cây Edward được trồng trong các bộ sưu tập của USDA tại kho lưu trữ mầm ở Miami, Trung tâm nghiên cứu và giáo dục nhiệt đới của Đại học Florida ở Homestead, Florida, và Công viên trái cây và gia vị  Miami-Dade, cũng ở Homestead.

## Miêu tả
Xoài Edward là một giống mạnh mẽ với tán cây lớn, rậm rạp. Cây có khả năng kháng vừa phải với bệnh loét  và là một giống chịu đựng ổn định nhưng không cho nhiều quả.
Quả có hình bầu dục / hình thuôn với bề mặt nhấp nhô, thường nặng từ 16 đến 22 oz. Da sở hữu ít sáp  và có màu vàng sáng với tông màu từ hồng đến đỏ với các đốm nhỏ màu trắng. Thịt của quả mềm, không xơ, mọng nước và có màu vàng đậm đến màu cam. Thịt có hương vị đậm đà, ngọt ngào với mùi thơm nhẹ, dễ chịu và chứa một hạt đơn phôi. Trái cây được coi là một trong những loại xoài ngon nhất ở Florida. Nó thường được thu hoạch từ tháng 5 đến tháng 7 ở Florida.